# Aleksandr Szarow

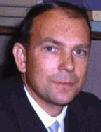
Alexandr Grigorievich Sharov

Aleksandr Grigoriewicz Szarow (ros. Александр Григорьевич Шаров, ur. 1 lutego 1922, zm. 10 czerwca 1973) – rosyjski paleontolog. W 1971 odkrył i opisał gatunek Sordes pilosus.

## Wybrane prace
- Sharov, A. G. 1966 Unique finds of reptiles from Mesozoic of Central Asia. Byull. Mosc. Obshch. Ispyit. Prirod., Otd. Geol.
- Sharov, A. G. 1970 Unusual reptile from the Lower Triassic of Fergana. Pal. Zh.
- Sharov, A. G. 1971 Novyiye lyetayushchiye reptili iz myezozoya Kazakhstana i Kirgizii. New flying reptiles from the Mesozoic of Kazakhstan and Kirghizia. Trudy paleont. Inst. Moscow. Russian text with end plates.